# Mario Kart 64
Mario Kart 64 (яп. マリオカート64 Марио Ка:то Рокудзю:ён) — видеоигра, разработанная подразделением Nintendo Entertainment Analysis and Development и выпущенная Nintendo эксклюзивно для платформы Nintendo 64. Позже игра была выпущена на Wii U и Switch.

## Игровой процесс
Игра включает в себя 4 кубка, по четыре трассы в каждом. Пройдя соревнование на максимальной сложности, игрок открывает для себя новый экстра-уровень, в котором можно было пройти те же самые трассы, но в зеркальном отображении.
Кроме стандартного состязания, присутствуют режимы одиночной гонки и битвы. Для битвы отводится 4 специальных арены. Целью этого режима является уничтожение трёх воздушных шариков у каждого противника. Лишившийся всех шариков игрок превращается в боб-омб, которая также может передвигаться по арене, и подрывать оставшихся на ней игроков.
В Mario Kart 64 могут играть до четырёх человек, в режиме split-screen (разделённый экран).

## Участники
Игрок может выбрать одного из восьми персонажей. На выбор предлагаются:
- Марио
- Луиджи
- Пич
- Тоад
- Йоши
- Донки Конг
- Варио
- Боузер

## Восприятие критикой
| Сводный рейтинг       | Сводный рейтинг |
| Агрегатор             | Оценка          |
| --------------------- | --------------- |
| GameRankings          | 87,01 %         |
| Metacritic            | 83/100          |
| Русскоязычные издания |                 |
| Издание               | Оценка          |
| «Страна игр»          | 10 из 10        |